# اوایل بهار
اوایل بهار (ژاپنی: 早春 Sōshun؛ انگلیسی: Early Spring) فیلمی به کارگردانی یاسوجیرو ازو محصول سال ۱۹۵۶ است. فیلم داستان مردی حقوق‌بگیر (ریو ایکه به) را به‌تصویر می‌کشد که برای رهایی از روزمرگی زندگی زناشویی با همکارش (کیکو کیشی) وارد رابطه می‌شود. مشقت‌های زندگی کارگری از دیگر تم‌های فیلم است.
اوایل بهار با ۱۴۴دقیقه، طولانی‌ترین فیلم باقی‌مانده از ازو و همچنین از آخرین فیلم‌های سیاه‌وسفید اوست.

## بازیگران
- چیکاگه آواشیما
- چیشو ریو
- ریو ایکبه
- دایسوکه کاتو
- هاروکو سوگیمورا
- کیکو کیشی